# TT Premier Football League
TT Premier Football League är den högsta fotbollsligan i Trinidad och Tobago. Säsongen 2012/2013 spelar 8 lag i ligan. Ligan är sponsrad av Digicel och är därför officiellt känd som Digicel Pro League.